# God Mazinger
God Mazinger (яп. ゴッドマジンガー годдо мадзинга:), также известная как Majin Densetsu (яп. 魔神伝説) — часть серии Mazinger, манга и аниме-сериал, созданные Го Нагаи. Аниме, состоящее из 23 серий, транслировалось по японскому телеканалу Nippon Television в 1984 году. Манга была опубликована компанией Shogakukan сразу в формате танкобонов — в четырех томах, первый из них был издан в мае 1984 года, следующий — в июне 1984, затем в августе и в сентябре 1984 года. Также издана лайт-новел в десяти томах. Все произведения имеют одинаковую завязку, но разный сюжет.

## Сюжет
Японский подросток Ямато Хино (яп. 火野ヤマト) живет тихой и неприметной жизнью, пока однажды не начинает чувствовать странный зов из другого измерения. Поначалу Ямато думает, что у него галлюцинации, но во время грозы удар молнии перемещает его в параллельный мир — древнее королевство Му (яп. ムー). Му находится с страшной опасности из-за нападения монстров, возглавляемых злым Дорадо из Империи динозавров. Однако существует легенда о том, что появится храбрый мальчик по имени Ямато, который сможет оживить могущественного титана «Год Мазингер» и защитит страну от любой угрозы. Ямато действительно оживляет статую.

## Роли озвучивали
- Хироси Такэмура — Ямато Хино
- Ёсико Сакакибара — Айра
- Хироя Исимару — Гирон
- Кэнъю Хориути — Зорба
- Дайсукэ Гори — Дерия
- Эрико Хара — Мадома
- Юми Такада — Каору
- Осаму Като — Дорадо
- Сё Хаями — Эльд
- Сигэдзо Сасаока — Мазингер